# Beatriz Haddad Maia
Beatriz Haddad Maia (n. 30 mai 1996) este o jucătoare braziliană de tenis. Cea mai înaltă poziție în clasamentul WTA la simplu este locul 10 mondial, la 12 iunie 2023, iar la dublu locul 10 mondial, la 8 mai 2023.
Haddad Maia a câștigat patru titluri de simplu și șapte de dublu pe Circuitul WTA, câte un titlu de simplu și de dublu pe WTA Challenger Tour, precum și șaptesprezece titluri de simplu și nouă de dublu pe Circuitul feminin ITF.
Jucând pentru echipa Braziliei de Fed Cup, Haddad Maia are un record combinat de victorii/înfrângeri de 26–11.

## Viața personală
Haddad Maia a început să joace tenis la vârsta de cinci ani. Ea provine dintr-o familie de tenismeni de origine libaneză. Atât mama ei Lais Scaff Haddad, cât și bunica ei Arlette Scaff Haddad au fost jucătoare de tenis de succes în Brazilia.

## Cariera profesională
La categoria juniori, ea a ajuns la două finale de dublu de Grand Slam, ambele la Roland Garros. Prima dată, alături de juniora paraguayană Montserrat González la French Open 2012, a fost învinsă de perechea rusă Darja Gavrilova și Irina Chromačová. Un an mai târziu, la French Open 2013, alături de ecuadorianca Doménica González, a pierdut în două seturi în fața jucătoarelor cehe Barbora Krejčíková și Kateřina Siniaková.
A devenit profesionistă în 2014, iar în decembrie 2014, a fost a doua jucătoare de tenis din Brazilia.
Ea și-a făcut debutul la nivel de turneu WTA la Cupa de tenis a Braziliei 2013 de la Florianópolis cu wildcard. A câștigat prima ei victorie pe tabloul principal al Turului WTA împotriva lui Hsu Chieh-yu în primua rundă, înainte de a pierde în fața Melinda Czink în runda a doua. La același turneu, Haddad Maia și-a făcut debutul la dublu pe tabloul principal la WTA Tour alături de partenera ei Carla Forte. Au învins-o pe Mailen Auroux și María Irigoyen în prima rundă, înainte de a pierde în sferturi în fața Kristinei Barrois și Tatjana Maria.

### 2017: Top 100, prima finală la simplu
În 2017,  a primit un wildcard pentru Miami Open, învingând-o pe Lesia Tsurenko în runda de deschidere, înainte de a pierde cu Venus Williams în al doilea meci. 
La Praga Open, a învins două jucătoare din top 100, Ekaterina Alexandrova și Donna Vekić, în calificări pentru a intra pe tabloul principal, unde le-a învins pe Christina McHale (locul 45) și Samantha Stosur (locul 19), înregistrând primele victorii din carieră în fașa unor jucătoare din top-50, respectiv, top-20. Apoi a pierdut în sferturi în fața Kristýna Plíšková. Ea a părăsit Praga pe locul 115 în lume. 

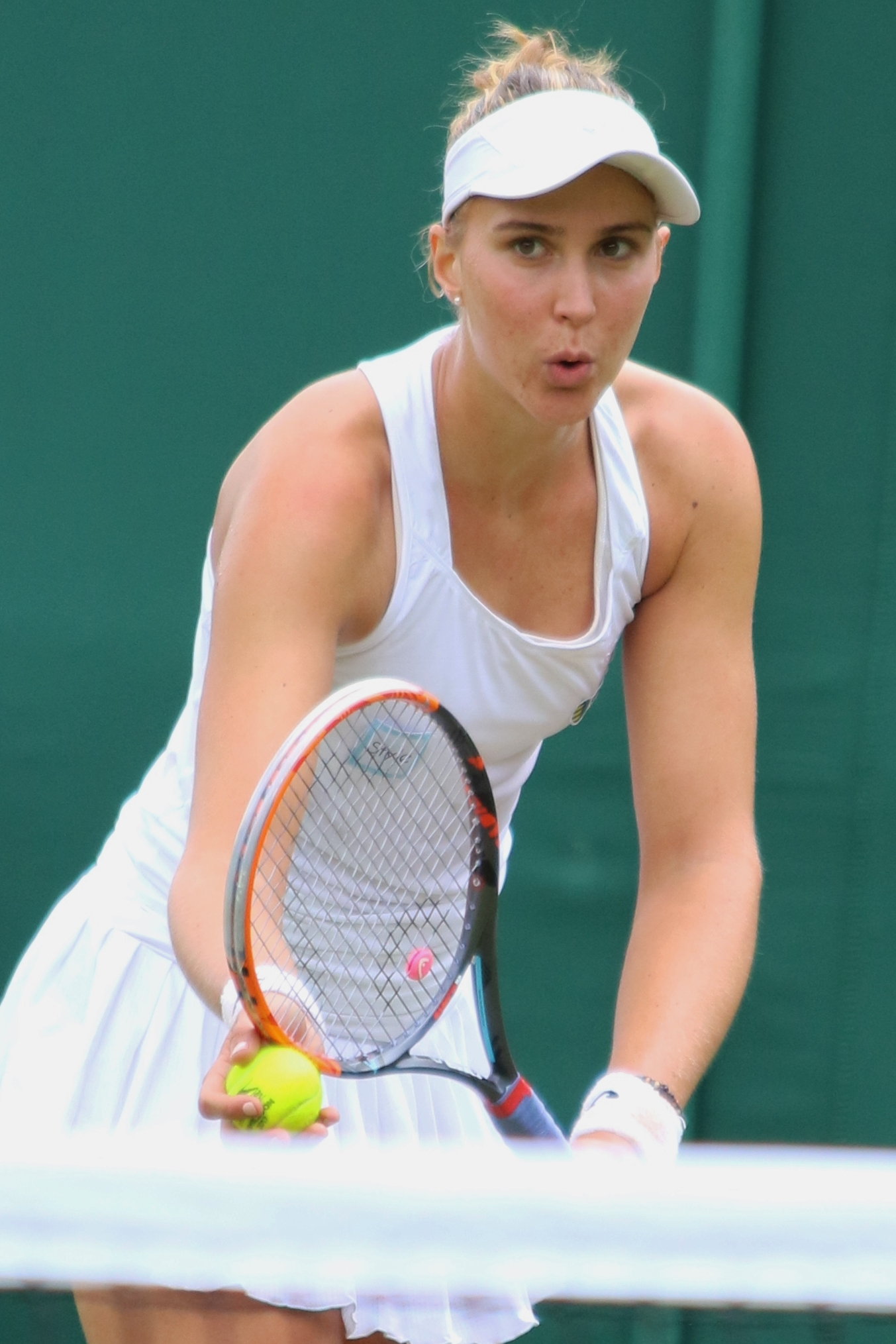
Haddad Maia la Wimbledon 2017.

Săptămâna următoare, Haddad Maia a avut cea mai bună performanță din cariera ei la Cagnes-sur-Mer, unde a câștigat titlul fără să piardă niciun set, învingând-o pe Jil Teichmann în finală. Drept urmare, Haddad Maia a debutat în top 100 al clasamentului WTA. Pe zgură, ea a ajuns în semifinalele Bol Open, un eveniment WTA 125, înainte de a pierde în fața Aleksandrei Krunić. Drept urmare, ea a urcat la 12 iunie pe locul 94 în clasament.
Haddad Maia a primit prima acceptare directă pe un tablou principal de Grand Slam la Wimbledon, unde a învins-o pe Laura Robson în prima rundă. Victoria lui Haddad Maia a marcat pentru prima dată când o braziliană a câștigat un meci pe tabloul principal de la Wimbledon de la Gisele Miró în 1989. Haddad Maia a pierdut în runda a doua în fața Simonei Halep. În competiția de dublu, după ce le-a învins în prima rundă pe echipa cap de serie nr. 6 Abigail Spears și Katarina Srebotnik, ea a ajuns în runda a treia alături de partenera ei, croata Ana Konjuh, unde au pierdut în fața echipei Chan Hao-ching și Monica Niculescu.
Ea a câștigat prima ei acceptare directă la un turneu la nivel WTA la Korean Open. Haddad Maia a ajuns în finală la simplu, pierzând în fața favoritei nr. 1 și campioana de la French Open Jeļena Ostapenko. În acest proces, Haddad Maia a devenit prima braziliană care a ajuns într-o finală desfășurată pe un teren diferit de zgură, de la Cláudia Monteiro la Pittsburgh Open în 1983 și și-a asigurat debutul în top 60 al clasamentului mondial.

### 2018: accidentare și pauză
La Australian Open a învins-o pe Cabrera în prima rundă, dar a fost eliminată în meciul următor de Karolína Plíšková. Victoria lui Haddad Maia în prima rundă a marcat prima dată când o braziliancă a câștigat un meci pe tablou principal de la Australian Open în era decshisă și prima dată de când Maria Esther Bueno a ajuns în finală în anul 1965. La turneul de dublu, Haddad Maia a jucat alături de Sorana Cîrstea și a ajuns în runda a treia, învinzându-le în drumul lor pe Alicja Rosolska și Abigail Spears, înainte de a fi eliminate de primele favorite Lucie Šafářová și Barbora Strýcová.
Și-a început sezonul pe zgură la Charleston Open, dar a fost forțată să se retragă în meciul din prima rundă împotriva Larei Arruabarrena din cauza unei accidentări la încheietura mâinii stângi. Ea s-a retras apoi de la Bogotá și Istanbul din cauza acelei accidentări. La Praga Open, a fost eliminată în prima rundă de Mihaela Buzărnescu. A intrat la turneul de calificare de la Madrid, dar a fost învinsă de Sara Errani. Haddad Maia a fost nevoit să se retragă din sezonul rămas pe zgură și sezonul pe iarbă din cauza unei accidentări la spate și a unei intervenții chirurgicale ulterioare.

### 2019–2020: Suspendare pentru doping și revenire

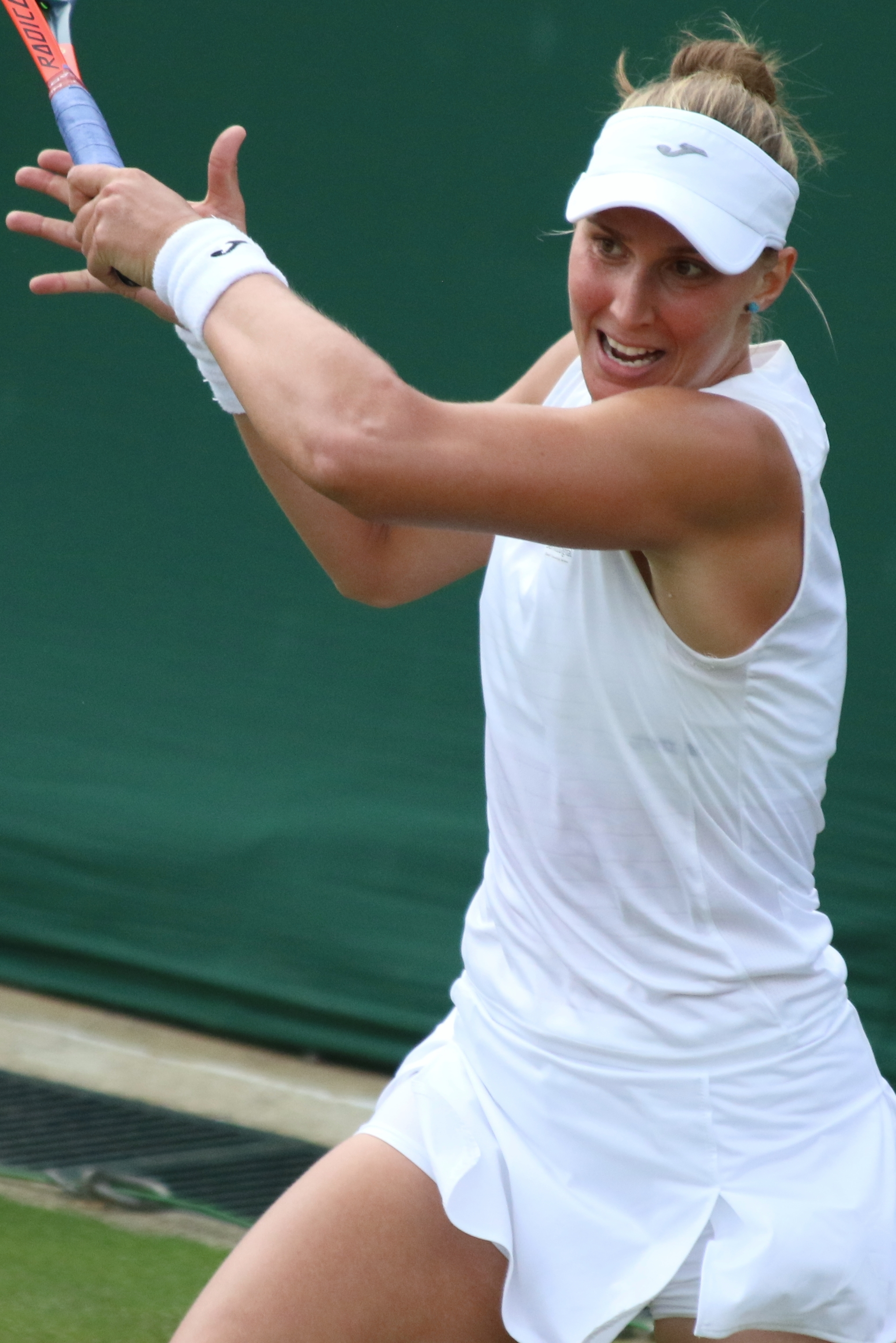
Haddad Maia la Wimbledon 2019

Haddad Maia s-a calificat la Australian Open, ajungând în runda a doua a tabloului principal. Ea a ajuns și în sferturile de finală, venită din calificări, la turneul de la Acapulco la sfârșitul lunii februarie, înainte de a pierde în fața lui Wang Yafan.
După ce s-a retras din cauza unei accidentări în prima rundă a calificărilor la French Open, ea a jucat un turneu WTA Challenger la Bol, Croația, în următoarea săptămână după French Open. Acolo, după o înfrângere în prima rundă în fața Sara Sorribes Tormo, a picat testul de urină. La 23 iulie 2019, Federația Internațională de Tenis a anunțat că Haddad Maia a primit o suspendare provizorie imediată, în așteptarea stabilirii acuzației împotriva ei la o audiere completă, după un test pozitiv pentru metaboliții a două substanțe modulatoare ale receptorilor selectivi de androgen. În anunțul ITF se spunea  că Haddad Maia a renunțat la dreptul la un recurs imediat. O audiere completă pentru a stabili acuzația împotriva ei a fost programată să aibă loc la o dată ulterioară.
În februarie 2020, ITF a emis verdictul că suplimentul ingerat a fost contaminat. A definit suspendarea pentru zece luni, având în vedere timpul în care a stat departe de terenul de tenis. Raportul federației nu a eliberat-o de responsabilități, invocând cazul colegilor de tenis brazilieni Marcelo Demoliner, Thomaz Bellucci și Igor Marcondes, care s-au trezit într-o situație similară. ITF a eliminat pedeapsa mai mare, care ar fi putut trece de la doi la patru ani. Haddad a fost liberă să revină la 22 mai, în ajunul turneului de la Roland Garros.  Cu toate acestea, fără clasament, după ce a coborât pe locul 1342 în timpul suspendării, ea nu a putut concura la Grand Slam-ul francez, fiind nevoită să înceapă din nou în turnee mici.
După anularea pe scară largă a turneelor din cauza pandemiei de COVID-19, ea a revenit să joace în septembrie 2020 la ITF din Montemor-o-Novo în Portugalia. Haddad a câștigat acel turneu și încă trei pe pământ portughez pentru luna următoare, până când o accidentare la mână a dus la un diagnostic de encondrom, forțând-o să treacă printr-o intervenție chirurgicală la sfârșit de sezon.

### 2021: Runda patru de la Indian Wells, înapoi în top 100
În octombrie, la Indian Wells Open, turneu reprogramat din primăvară, Haddad a pierdut în calificări în fața lui Usue Maitane Arconada, dar i s-a acordat un loc pe tabloul principal ca lucky loser în urma retragerii capului de serie nr. 29 Nadia Podoroska. Haddad Maia a învins-o pe Mayar Sherif în runda a doua, apoi a învins-o pe favorita 1 și locul 3 mondial, Karolína Plíšková, pentru a trece în runda a patra. În timp ce Haddad a pierdut apoi în fața lui Anett Kontaveit, performanța a fost suficientă pentru a reveni în top 100.

### 2022: Finală majoră și top 25 la dublu, finala WTA 1000 și top 20 la simplu

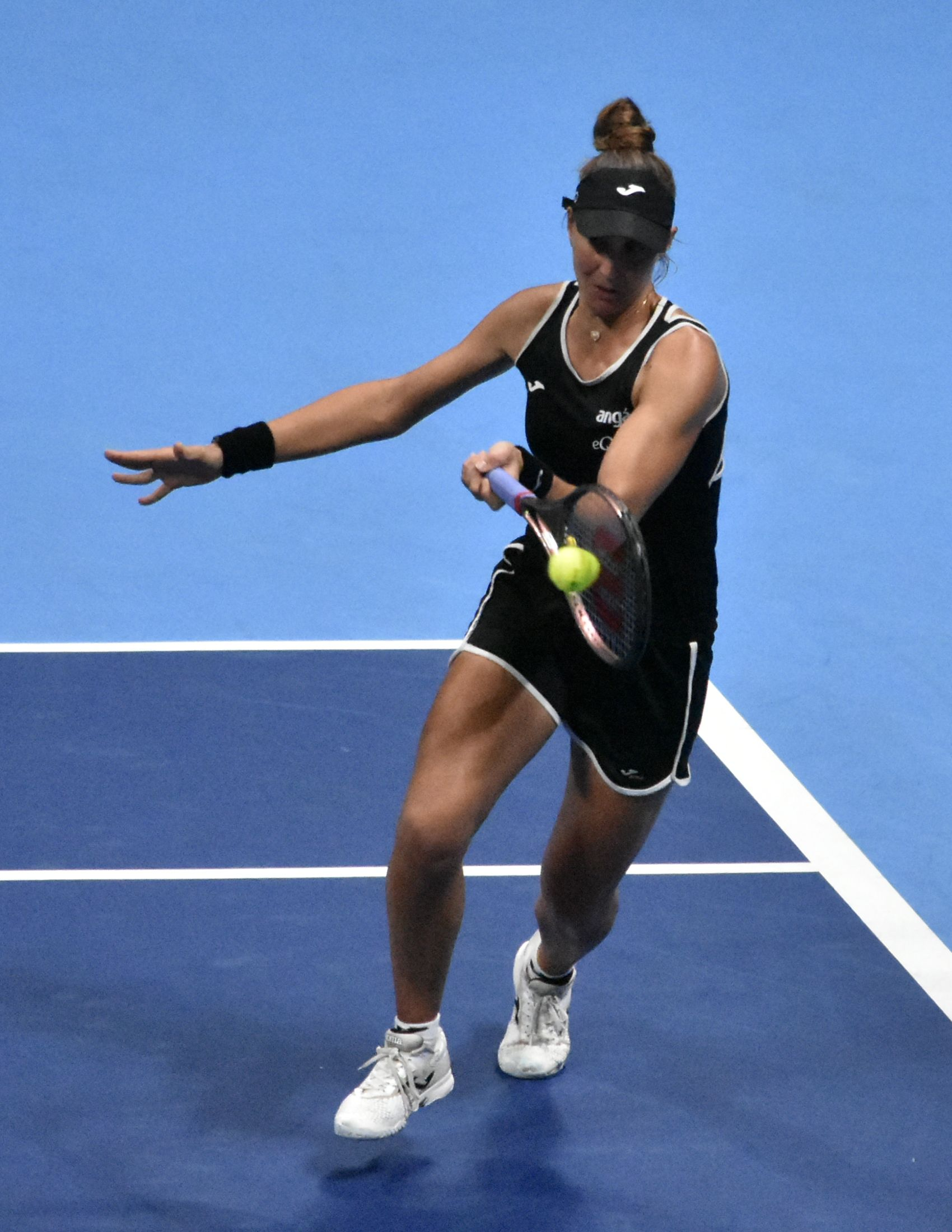
Haddad Maia, 2022

Haddad Maia urma să joace la Australian Open la dublu cu Podoroska, însă argentinianca s-a retras cu o accidentare la abdomen. Fiind nevoită să obțină o parteneră din top 70, Haddad a contactat-o mai întâi fosta sa parteneră Ana Konjuh, care nu a răspuns. Apoi a ajuns la Anna Danilina, pe care a cunoscut-o cu un deceniu înainte, într-un turneu de juniori. Jucătoarele s-au întâlnit cu săptămână mai devreme, la Sydney International, într-un turneu de încălzire pentru Grand Slam, dar au mers până la cucerirea titlului, prima dată când fiecare jucătoare a câștigat un turneu WTA 500.
La Australian Open 2022 ea a ajuns pentru prima dată în semifinale la un campionat de Grand Slam și a devenit prima jucătoare braziliană care a mers atât de departe la Australia în Era Open, cel mai bun rezultat anterior fiind semifinala Mariei Esther Bueno în 1965. Datorită punctelor acumulate în cele două turnee, Haddad Maia a urcat de la 483 în clasamentul WTA de dublu până la 40.
Haddad a decis atunci să joace mai multe turnee de dublu cu Danilina, chiar dacă cariera ei de simplu ar avea prioritate. După ce a ratat Dubai Open din cauza testării pozitive pentru COVID-19, Haddad a reluat jocul la Qatar Open. Cea mai bună performanță a ei după Australian Open a fost la Monterrey Open, ajungând în semifinale, unde a pierdut în fața canadiencei Leylah Fernandez. Haddad a reușit, de asemenea, o altă victorie în fața unei jucătoare din top-5 la Miami Open, învingând-o pe numărul 3 mondial, Maria Sakkari, pentru a ajunge în runda a treia la un turneu de nivel WTA 1000 pentru a treia oară în carieră.
După French Open, unde a fost eliminată în runda a doua la simplu și dublu, și în sferturile de finală la dublu mixt, Haddad a câștigat cel mai mare titlu de simplu la WTA 250 Nottingham Open, în timp ce a câștigat și turneul de dublu alături de Zhang Shuai. Rezultatele au urcat-o în primele 40 în clasamentul la simplu și în primele 30 în clasamentul la dublu. La Birmingham Classic, Haddad a câștigat al doilea titlu la simplu înfruntându-o pe Zhang în finală, însă aceasta s-a retras în primul set. Titlul a propulsat-o în top 30 la simplu pentru prima dată în cariera ei.
Când Haddad a pierdut meciul din semifinala de la Eastbourne International în fața Petrei Kvitová, ea a avut douăsprezece victorii și un walkover, cea mai lungă serie de victorii pe terenuri cu iarbă de la Serena Williams.  În ciuda formei impresionante în turneele de încălzire pe iarbă, ea a pierdut în prima rundă de la Wimbledon în fața lui Kajei Juvan. La dublu, în pereche cu Magdalena Fręch, Haddad Maia a rezistat până în runda a treia. Ea a ajuns în top 25 la dublu și la simplu, la 11 iulie, respectiv 8 august.
Clasată pe locul 24 la simplu la startul Canadian Open, ea a învins-o pe Martina Trevisan, pe Leylah Fernandez, și pe numărul 1 mondial, Iga Świątek, a cincea victorie împotriva jucătoarelor din top-5 pentru a ajunge pentru prima dată în sferturi de finală alei unui turneu de nivel WTA 1000. Apoi, a ajuns în semifinale învingând campioana olimpică Belinda Bencic. Drept urmare, ea a ajuns în top 20 în clasamentul de simplu, la 15 august 2022. Haddad Maia a trecut apoi de fostul număr unu, Pliskova, în seturi consecutive, pentru a deveni prima braziliancă care a ajuns vreodată într-o finală WTA 1000.
La US Open, cap de serie nr. 15, a pierdut în runda a doua în fața Biancăi Andreescu, în seturi consecutive. Haddad Maia a avut cinci puncte de break, dar nu a reușit să transforme nici unul. În parteneriat cu Danilina, ea a pierdut din nou în runda a treia a turneului de dublu în fața perechii Melichar/Perez.
La WTA 1000 de la Guadajalara, Haddad Maia și Danilina au ajuns în finală învingându perechea de pe locul 1 Krejčíková/Siniaková într-o revanșă. Cu asta, ea a devenit prima jucătoare braziliană din istorie care s-a calificat în finala WTA. Datorită acestui rezultat, ea a intrat pentru prima dată în top 15 mondial la dublu. Într-o finală braziliană fără precedent la nivelul WTA 1000 împotriva Luisei Stefani, fostă top 10 mondială, și Storm Sanders, ele au terminat pe locul doi cu un rezultat strâns, cu scorul de 7–6, 6–7 și [10–8] în favoarea lui Stefani/Sanders. Haddad Maia a încheiat sezonul fiind premiată de WTA drept jucătoare cu cele mai multe îmbunătățiri de joc din 2022.

### 2023: Primul titlu WTA 1000 la dublu, semifinală la simplu la Major, top 10 la simplu și dublu

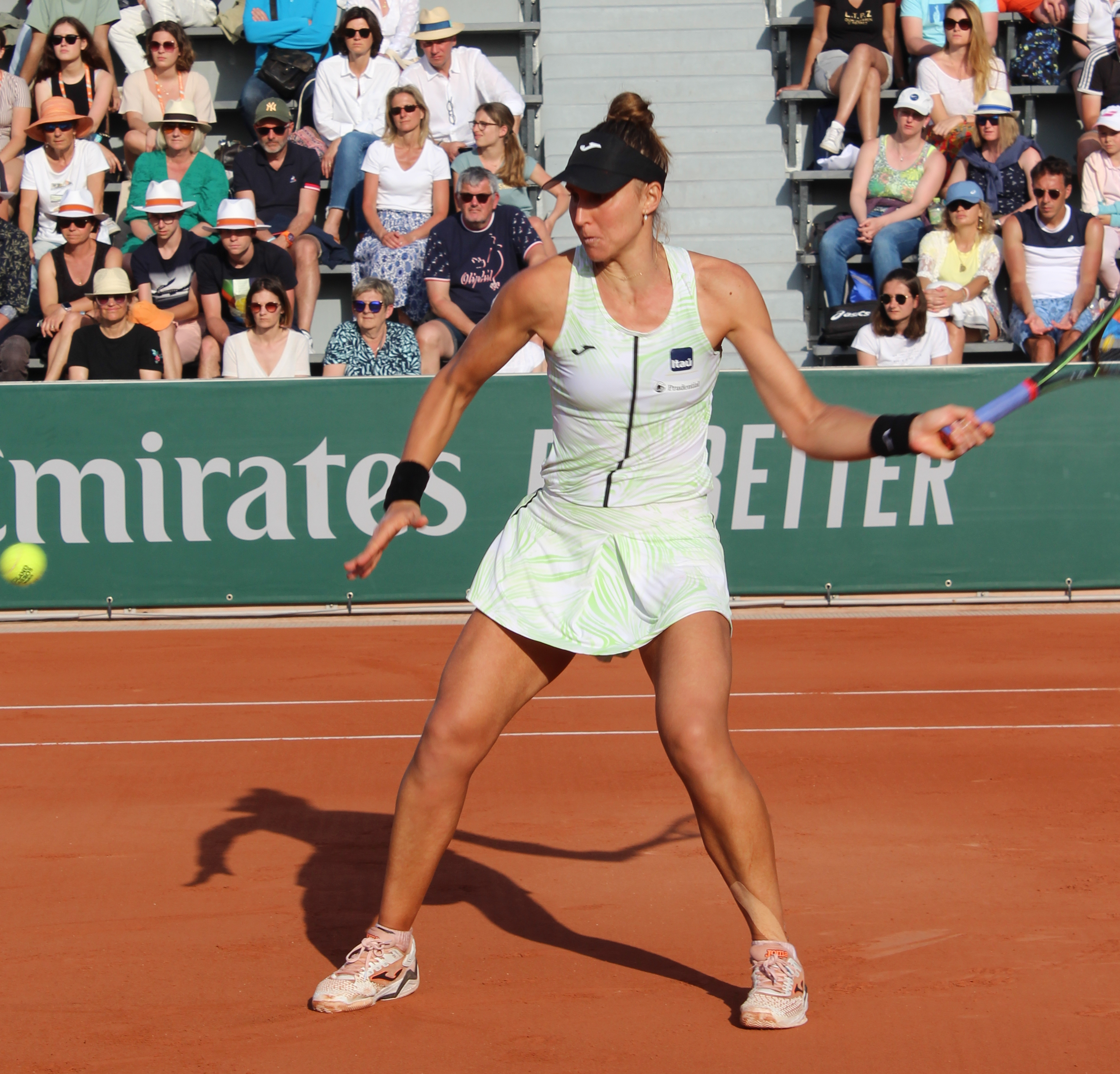
Haddad Maia la Roland Garros 2023

La turneul WTA 500 de la Abu Dhabi, a ajuns în sferturile de finală după o luptă de mai bine de trei ore cu Iulia Putințeva. Apoi, a ajuns în semifinale, învingând-o pe Elena Rîbakina și înregistrând o serie de șase victorii consecutive împotriva jucătoarelor din top 10. A pierdut meciul din semifinale în fața Belindei Bencic în două seturi. Ca urmare, a ajuns pe locul 12, cel mai bun din carieră, la 13 februarie 2023.
Jucând alături de Laura Siegemund, Haddad a ajuns în a doua sa finală de dublu WTA 1000 la Indian Wells.
A câștigat primul său titlu WTA 1000 la dublu la Madrid, alături de Victoria Azarenka, învingându-le pe Jessica Pegula și Coco Gauff, într-o finală urmată de o controversă, deoarece niciuna dintre jucătoarele participante nu a fost lăsată să țină un discurs pe podium în timpul ceremoniei de premiere. Ulterior, organizatorii și-au cerut scuze pentru această greșeală. Ca urmare, a ajuns în top 10 în clasamentul de dublu la 8 mai 2023.
La Openul Italiei, Haddad Maia a ajuns pentru a doua oară în sferturile de finală la un nivel WTA 1000.  Haddad Maia a fost aproape de calificarea în semifinale, dar într-un meci extrem de lung, de 3 ore și 41 de minute, cel mai lung al sezonului, a pierdut în fața Anhelinei Kalinina. Încă din primul set, Haddad a acuzat o accidentare la piciorul stâng, care a sfârșit prin a-i limita mișcarea în momentele decisive ale jocului.
La Openul Franței, a devenit prima braziliancă care a ajuns în semifinale de la Maria Bueno în 1966. Haddad a pierdut semifinala în fața capului de serie și nr. 1 mondial, Iga Świątek. A intrat în top 10 la simplu pe 12 iunie 2023, devenind prima braziliancă care atinge această bornă de la crearea clasamentului WTA.
Haddad Maia a jucat pe terenurile cu iarbă de la Nottingham Open, imediat după Roland Garros. Cu toate acestea, în meciul din prima rundă, ea a alunecat și a simțit o durere puternică în partea din spate a genunchiului care i-a limitat mișcările, lăsând-o cu edem. A pierdut meciul și a fost nevoită să se retragă din turneul de săptămâna următoare de la Birmingham. În a treia săptămână a sezonului pe iarbă, la Eastbourne International, a câștigat primul meci, dar a fost nevoită să se retragă din meciul din runda a doua cu Petra Martić, tot din cauza accidentării la genunchi, la scorul de 4-6, 2-3. Ea a compensat aceste înfrângeri prin cea mai bună campanie a carierei sale la Wimbledon. Ea a câștigat primele trei meciuri și a ajuns până în runda a patra, în timpul căruia a fost nevoită să se retragă din cauza unei accidentări în zona lombară.
La US Open 2023 a ajuns în sferturile de finală la dublu, pierzând într-un meci strâns în fața fostelor campioane Laura Siegemund și Vera Zvonareva.
Haddad a câștigat ambele turnee din cadrul WTA Elite Trophy 2023, la dublu în pereche cu Veronika Kudermetova. A încheiat sezonul pe locul 11, cea mai bună clasare a sa la final de sezon.

### 2024: Runda trei la Australian Open
Prima ei competiție a sezonului a fost reprezentarea Braziliei la United Cup din Perth, Australia, o competiție pe echipe mixte pe țări. Evoluția lui Haddad din sezonul precedent a fost decisivă pentru ca Brazilia să se califice pentru a doua oară consecutiv la acest turneu. Deși prestația echipei nu a fost bună, fiind descalificată în faza grupelor, numărul unu brazilian a fost singura care a obținut o victorie pentru echipă în meciul de simplu feminin împotriva Sarei Sorribes Tormo, în două seturi.
Aflată în continuare în turneu în Australia, Haddad a participat la Adelaide International. În proba de dublu, ea a format un parteneriat cu Taylor Townsend. Ele au câștigat titlul turneului învingându-le pe franțuzoaicele Caroline Garcia și Kristina Mladenovic, în finală, în două seturi.
Apoi, Haddad a intrat direct la Australian Open. Pe tabloul de simplu, ca a zecea favorită, a trecut în prima rundă de Linda Fruhvirtová în trei seturi, de Alina Korneeva în runda a doua, în două seturi, devenind prima braziliană care a trecut de runda a doua la Australian Open de la Maria Esther Bueno, însă a pierdut în runda a treia în fața Mariei Timofeeva în două seturi. În proba de dublu, păstrând parteneriatul cu Townsend și fiind cap de serie nr. 8, au ajuns până în optimi, unde au cedat în fața perechii Cristina Bucșa / Alexandra Panova în două seturi. Acest rezultat la Australian Open a readus-o pe Haddad în top 20 al clasamentului WTA de dublu, ocupând poziția 20, câștigând trei locuri.
Pentru Abu Dhabi Open 2024, în pregătirea Jocurilor Olimpice de vară din 2024, Haddad a decis să facă echipă cu compatrioata Luisa Stefani, întrucât ambele au clasamentul pentru a juca împreună la dublu și au câștigat anterior două turnee ITF în 2019. Ea a ajuns în ambele semifinale la Abu Dhabi, dar după ce a pierdut un meci lung cu Daria Kasatkina în turneul de simplu, s-a accidentat și s-a retras din meciul de dublu în ziua următoare. Următorul ei turneu a fost Qatar Open, unde a pierdut în prima rundă în fața lui Wang Xinyu în două seturi.

## Rezultate

### Finale de Grand Slam

#### Dublu: 1 (finalistă)
| Rezultat | An   | Turneu          | Suprafață | Partner       | Adversar                              | Scor               |
| -------- | ---- | --------------- | --------- | ------------- | ------------------------------------- | ------------------ |
| Pierdut  | 2022 | Australian Open | Dură      | Anna Danilina | Barbora Krejčíková Kateřina Siniaková | 7–6(7–3), 4–6, 4–6 |

### Finale WTA 1000

#### Simplu: 1 (1 finală)
| Rezultat | An   | Turneu         | Suprafață | Adversar     | Scor          |
| -------- | ---- | -------------- | --------- | ------------ | ------------- |
| Pierdut  | 2022 | Canada Masters | Dură      | Simona Halep | 3–6, 6–2, 3–6 |

### Rezultate împotriva jucătoarelor din top-10
Bilanțul meciurilor lui Hadad Maia împotriva celor care au fost clasate în top 10. Jucătoarele active apar cu font îngroșat:
| Jucătoare                | Record | Victorii% | Dură        | Zgură     | Iarbă     | Ultimul meci                                        |
| Jucătoare clasate nr.1   |        |           |             |           |           |                                                     |
| Iga Świątek              | 1–0    | 100%      | 1–0         | –         | –         | Câștigat (6–4, 3–6, 7–5) la Canada Masters 2022     |
| Garbiñe Muguruza         | 1–1    | 50%       | 0–1         | –         | 1–0       | Câștigat (6–4, 6–4) la Wimbledon 2019               |
| Karolína Plíšková        | 2–1    | 67%       | 2–1         | –         | –         | Câștigat (6–4, 7–6(9–7)) la Canada Masters 2022     |
| Simona Halep             | 1–3    | 25%       | 0–2         | –         | 1–1       | Pierdut (6–3, 2–6, 6–3) la Canada Masters 2022      |
| Angelique Kerber         | 0–1    | 0%        | 0–1         | –         | –         | Pierdut (2–6, 3–6) la Australian Open 2019          |
| Naomi Osaka              | 0–1    | 0%        | –           | 0–1       | –         | Pierdut (6–7(4–7), 1–6) la Osprey 2015              |
| Venus Williams           | 0–1    | 0%        | 0–1         | –         | –         | Pierdut (4–6, 3–6) la Miami Open 2017               |
| Jucătoare clasate nr. 2  |        |           |             |           |           |                                                     |
| Petra Kvitová            | 1–1    | 50%       | –           | –         | 1–1       | Pierdut (6–7(5–7), 4–6) la Eastbourne 2022          |
| Anett Kontaveit          | 0–1    | 0%        | 0–1         | –         | –         | Pierdut (0–6, 2–6) la Indian Wells 2021             |
| Barbora Krejčíková       | 0–1    | 0%        | –           | 0–1       | –         | Pierdut (4–6, 5–7) la Sardinia 2016                 |
| Agnieszka Radwańska      | 0–1    | 0%        | 0–1         | –         | –         | Pierdut (2–6, 6–4, 2–6) la Auckland 2018            |
| Ons Jabeur               | 0–1    | 0%        | 0–1         | –         | –         | Pierdut (4–6, 4–6) la Joué-lès-Tours 2016           |
| Jucătoare clasate nr. 3  |        |           |             |           |           |                                                     |
| Maria Sakkari            | 3–0    | 100%      | 2–0         | –         | 1–0       | Câștigat (6–4, 4–6, 6–3) la Nottingham Open 2022    |
| Sloane Stephens          | 1–0    | 100%      | 1–0         | –         | –         | Câștigat (6–3, 6–3) la Acapulco 2019                |
| Jucătoare clasate nr. 4  |        |           |             |           |           |                                                     |
| Bianca Andreescu         | 1–0    | 100%      | 1–0         | –         | –         | Câștigat (3–6, 7–6(7–1), 4–0, ret.) la Waco 2016    |
| Sofia Kenin              | 3–0    | 100%      | 2–0         | –         | 1–0       | Câștigat (6–3, 7–5) la Indian Wells 2022            |
| Samantha Stosur          | 1–0    | 100%      | –           | 1–0       | –         | Câștigat (6–3, 6–2) la Praga 2017                   |
| Belinda Bencic           | 1–1    | 50%       | 1–1         | –         | –         | Câștigat (2–6, 6–3, 6–3) la Canada Masters 2022     |
| Dominika Cibulková       | 0–1    | 0%        | –           | 0–1       | –         | Pierdut (6–7(3–7), 0–6) la Fed Cup 2019             |
| Jucătoare clasate nr. 5  |        |           |             |           |           |                                                     |
| Sara Errani              | 1–3    | 25%       | 0–1         | 1–2       | –         | Pierdut (4–6, 6–7(5–7)) la Madrid Open 2018         |
| Jeļena Ostapenko         | 0–2    | 0%        | 0–2         | –         | –         | Pierdut (2–6, 6–7(2–7)) la Miami Open 2018          |
| Jucătoare clasate nr. 9  |        |           |             |           |           |                                                     |
| Andrea Petkovic          | 0–1    | 0%        | 0–1         | –         | –         | Pierdut (3–6, 3–6) la Beijing 2017                  |
| Jucătoare clasate nr. 10 |        |           |             |           |           |                                                     |
| Kristina Mladenovic      | 0–2    | 0%        | 0–2         | –         | –         | Pierdut (4–6, 6–1, 6–7(5–7)) la Monterrey Open 2019 |
| Total                    | 17–22  | 44%       | 10–15 (40%) | 2–5 (29%) | 5–2 (71%) |                                                     |